# Dolors Martí Domènech
Pour les articles homonymes, voir Martí et Domenech.
Dolors Martí Domènech, née à Tivissa (Province de Tarragone, Espagne) en 1901 et morte en 1970 à  Bordeaux (France), est la seule femme à Tarragone ayant eu une carrière publique et un poste de responsabilité politique auprès du gouvernement républicain catalan depuis la fin de 1937 jusqu'au début de 1939. Elle meurt en exil, en France.

## Biographie
Née à Tivissa en 1901, elle est la fille de Jaume Martí Jardí, agriculteur, et de Juliana Domènech Tost. Elle est la plus jeune de dix frères et sœurs, dont six sont morts en bas âge de la diphtérie.
Son père est membre du Comité républicain de Tivissa, réuni autour de Marcelino Domingo, homme politique de Tortosa. Il exerce une grande influence sur Dolors qui, à l'âge de 13 ans, l'accompagne déjà aux meetings politiques.
Elle a des facilités pour la poésie (en catalan et en espagnol), et la rédaction de discours à caractère politique, ainsi que leur proclamation.
À l'âge de vingt ans, peu de temps après la mort de son père, elle commence à travailler dans une usine de stores près de Tivissa et déménage ensuite à Barcelone.
Elle épouse l'instituteur Adrià Broseta Merecenciano, de Valence, qu'elle suit dans ses différents postes (Cornellà de Llobregat, Vila-seca, Salomó, Renau et Tarragone)
De cette union naissent deux enfants : Ferran et Maria Lluïsa.

## La République
La proclamation de la Seconde République espagnole a lieu alors que la famille Broseta Martí est domiciliée à Reus. Peu de temps après, ils déménagent à Vila-seca, où Dolors rejoint le Parti socialiste ouvrier espagnol, intervenant avec succès en tant qu'oratrice dans la campagne électorale des élections législatives en 1933
Transférée à Salomó, Dolors crée le Groupe des femmes du Parti socialiste ouvrier espagnol (Agrupació Femenina del Partit Socialista Obrer Espanyol, PSOE) et développe une grande activité syndicale au sein de l'Union générale de travailleurs (Unión General de Trabajadores, UGT), ce qui provoque des conflits et des affrontements avec les habitants.
Peu après les événements du 6 octobre 1934, son mari est muté à Renau, village de 82 habitants, et lui conseille de se tenir à l'écart des conflits politiques et de se rendre à Barcelone pour y suivre une formation de sage-femme.
Dolors débute ainsi les cours préparatoires pour cette formation, mais elle finit par y renoncer afin d'assumer ses responsabilités de mère et d'épouse. Les élections législatives du 16 février 1936 aboutissent à la victoire des partis de gauche et du Front populaire, ce qui conduit Dolors à retrouver sa passion politique.

## La guerre civile
La guerre civile espagnole débute entre le 18 et le 21 juillet 1936. À Renau, Dolors intervient lorsqu'une milice républicaine débarque pour nettoyer le village des fascistes. Elle est reconnue, et écoutée : grâce à elle, personne n'est tué, et l'église n'est pas incendiée. Le 15 août 1936, son mari décide d'amener sa famille à Llíria (Valence) mais, fin septembre, Dolors retourne à Tarragone avec ses enfants, afin de ne pas rester une simple spectatrice des évènements politiques. Elle contacte David Valle Peña et Josep Catalán, dirigeants du Parti socialiste unifié de Catalogne (PSUC) et de l'UGT, qui la recrute en tant qu'oratrice pour les campagnes pour la république. Rapidement, son mari revient enseigner à Tarragone.
Lors des événements de mai 1937, alors qu'elle est secrétaire du PSUC, elle conteste les fusillades qui ont lieu sur la Rambla, et aide à soigner les blessés au siège de l'UGT qu'elle parvient à rejoindre.
Le 4 novembre 1937, Dolors est nommée déléguée du Département de l'économie de la région III de Tarragone, qui comprend les comtés[Quoi ?] et les comarques d'Alt Camp, Alt Penedès, Baix Penedès, Garraf et Tarragonès avec une population de près de 175 000 habitants. Au cours des mois où elle a occupé ce poste, elle a géré les problèmes d'approvisionnement liés à la rareté des matières premières et à la destruction des usines due aux bombardements, et a contribué à l'organisation du réseau commercial issu des collectivisations réalisées par les républicains dans les premiers mois de la guerre civile.

## L'exil
Deux jours avant l'occupation de Tarragone par l'armée franquiste, la famille Broseta-Martí s'exile. À peine arrivée en France, le mari est emmené à Argelès puis au camp de concentration de Bram, et Dolors et les enfants transférés à Méry-sur-Seine. Ils ne se sont revus qu'un an plus tard. Ils arrivent à aller à Bordeaux, dans le but de s'embarquer pour le Mexique, mais le bateau prévu n'est jamais arrivé. Ils restent à Bordeaux, où le mari trouve du travail à la base sous-marine de Mérignac.
Pendant l'occupation allemande, Dolors continue à maintenir des contacts avec des camarades du PSUC. La police française l'arrête pour avoir recueilli un communiste évadé d'un poste de police.
Après la fin de la Seconde Guerre mondiale, elle espère retourner en Catalogne, pour y jouer un rôle politique, pensant que Franco ne serait pas maintenu par les Alliés. Mais étant une partisane de Joan Comorera, elle est accusée de titisme, et disqualifiée puis finalement exclue du PSUC le 27 octobre 1946.
Elle ne retourne en Espagne qu'une seule fois, en 1968, lors d'un voyage à Reus pour dire au revoir à sa sœur mourante.
Elle réside à Bordeaux jusqu'à sa mort en 1970 à l'âge de soixante-neuf ans.

## Mémoire historique
Ce n'est qu'en 2007 que la loi sur la mémoire historique a accordé la reconnaissance aux victimes de la dictature franquiste. Des années plus tard, la mairie de Tarragone, attachée à la mémoire et à l'égalité des sexes, décide de donner le nom de Dolors Martí Domènech à l'une des rues de la ville et de considérer à l'avenir les noms d'autres femmes emblématiques.